# Leonard

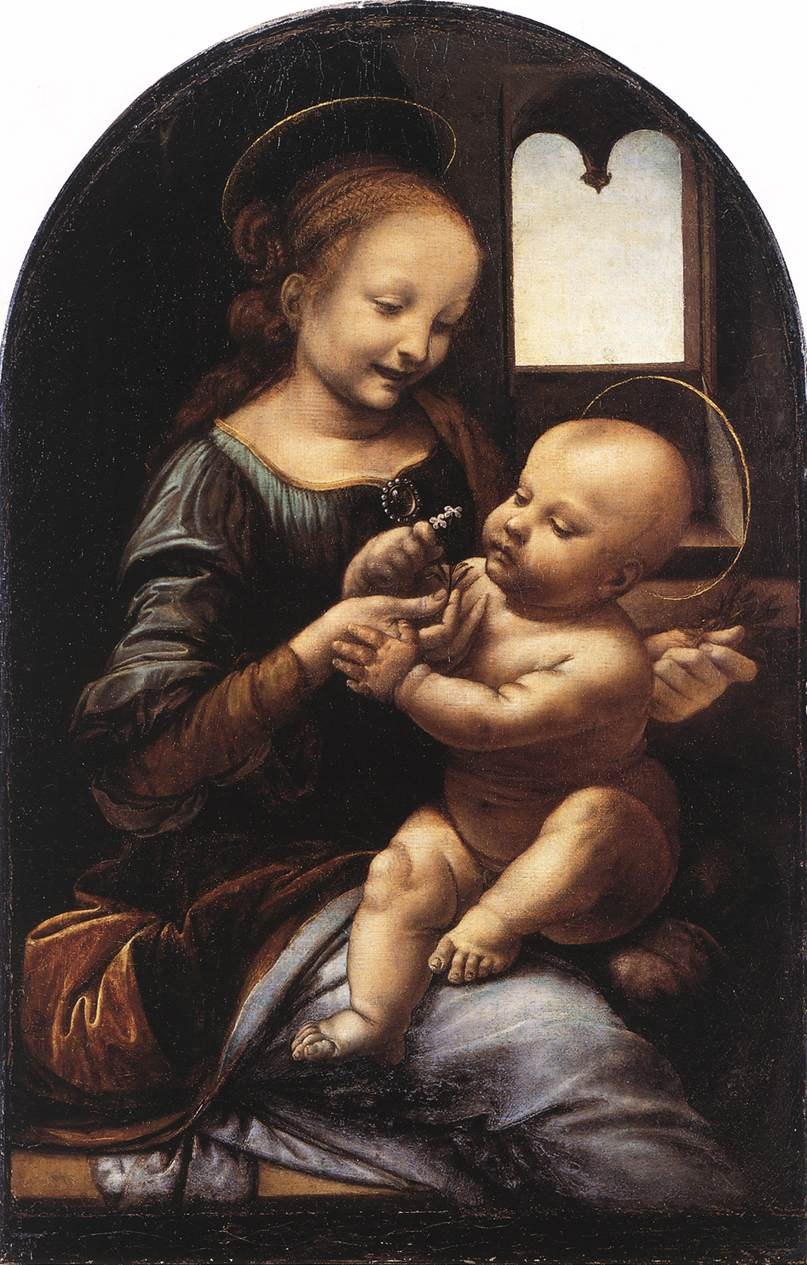
Leonardo da Vinci: Madonna Benois, 1478 - Muzeul Ermitage, St. Petersburg

Leonard este un nume de familie sau prenume masculin
răspândit cu precădere în Europa Occidentală.

## Origine
Etimologia numelui provine din latinescul "Leo" (în trad. "leu") și cuvântul vechi germanic "Hart" (în trad. "tare", "puternic").

## Zi onomastică
- Sfântul Leonard, sărbătorit pe 6 noiembrie

## Personalități
- Leonardo da Vinci, artist renascentist
- Leonard of Port Maurice, sfânt călugar franciscan
- Leonhard Euler, matematician, autorul Diagramei lui Euler
- Leonardo DiCaprio, actor american
- Leonard Bernstein, muzician
- Leonard Cohen, muzician
- Leonard Doroftei, sportiv
- Leonard Oprea, scriitor
- Leonard Orban, politician
- Nae Leonard, cântăreț de operetă

## Locuri geografice
- Saint-Léonard VS, localitate în Elveția

## Alte obiective
- Patinoarul Saint-Léonard, Fribourg (en:La patinoire Saint-Léonard)